# Plato của Bactria
Plato vua của vương quốc Hy Lạp-Bactria, trị vì trong một thời gian ngắn ở miền nam Bactria hoặc Paropamisade trong thời gian giữa thế kỷ thứ 2 TCN. Phong cách của tiền xu Plato cho thấy rằng ông là một người thân - nhiều khả năng là một người anh em - Plato là một người đàn ông trung niên trên đồng tiền của mình - của Eucratides Đại đế, người đã vươn tới quyền lực khoảng năm 170-165 TCN.
Một số đồng tiền của Plato có chữ khắc có thể được có thể được hiểu là ngày tháng bằng cách sử dụng niên đại của vương quốc Ấn-Hy Lạp bắt đầu từ khoảng 186 TCN. Trong trường hợp đó Plato cai trị khoảng 140 TCN. Điều này phù hợp với niên đại cho bởi nhà nghiên cứu tiền cổ Bopearachchi, đã đặt Plato giữa những năm 145-140 TCN, kể từ khi đồng tiền của ông không tìm thấy trong các di tích của Ai Khanoum, một thành phố của người Bactria đã bị phá hủy trong thời kỳ trị vì của Eucratides.
| Preceded by: Eucratides I? | Vua Hy Lạp-Bactria (Bactria hoặc quốc gia triều cống của nó) | Succeeded by: Eucratides II? |